# Hùng Lô
Hùng Lô là một xã thuộc thành phố Việt Trì, tỉnh Phú Thọ, Việt Nam.
Xã Hùng Lô có diện tích 1,98 km², dân số năm 2015 là 6.230 người, mật độ dân số đạt 3.192 người/km².